# Associazione Calcio Lecco 1968-1969
Questa voce raccoglie le informazioni riguardanti l'Associazione Calcio Lecco nelle competizioni ufficiali della stagione 1968-1969.

## Stagione
Nella stagione 1968-1969 il Lecco disputa il campionato di Serie B, con 30 punti in classifica ottiene il penultimo posto, il diciannovesimo, e retrocede in Serie C con il Padova che ha raccolto 29 punti e la Spal con 31 punti, salgono in Serie A la Lazio con 50 punti, il Brescia con 48 punti ed il Bari con 47 punti.
Dopo oltre un decennio nel calcio che conta il Lecco discende in Serie C. Eppure la stagione non era iniziata male, con un pareggio (1-1) in Coppa Italia con l'Inter, in un Rigamonti gremito da diecimila spettatori, la squadra bluceleste affidata all'allenatore Renato Gei in campionato vince poco, solo sette incontri su trentotto disputati, e va incontro ad un inatteso ed amarissimo verdetto. Nel girone di andata raccoglie 17 punti e veleggia a metà classifica, nel girone di ritorno il tonfo, con 6 miseri punti raccolti in 19 partite, resta così a quattro lunghezze dalla salvezza e scende in Serie C. In Coppa Italia inserita nel quinto gruppo vinto dall'Atalanta, pareggia con Inter ed Atalanta e perde il derby contro il Como.

## Rosa
| N. |                   | Ruolo | Calciatore         |
| -- | ----------------- | ----- | ------------------ |
|    | Italia (bandiera) | C     | Giorgio Azzimonti  |
|    | Italia (bandiera) | D     | Giuseppe Bacher    |
|    | Italia (bandiera) | P     | Luigi Balzarini    |
|    | Italia (bandiera) | D     | Attilio Bravi      |
|    | Italia (bandiera) | C     | Vittorino Calloni  |
|    | Italia (bandiera) | A     | Virginio Canzi     |
|    | Italia (bandiera) | A     | Riccardo Innocenti |
|    | Italia (bandiera) | A     | Sauro Fracassa     |
|    | Italia (bandiera) | A     | Andrea Fruggeri    |
|    | Italia (bandiera) | A     | Renato Gavinelli   |
|    | Italia (bandiera) | C     | Osvaldo Jaconi     |

| N. |                   | Ruolo | Calciatore           |
| -- | ----------------- | ----- | -------------------- |
|    | Italia (bandiera) | C     | Adriano Lombardi     |
|    | Italia (bandiera) | D     | Alfonso Marcelli     |
|    | Italia (bandiera) | D     | Gianpietro Marchetti |
|    | Italia (bandiera) | P     | Giuseppe Meraviglia  |
|    | Italia (bandiera) | D     | Gilberto Noletti     |
|    | Italia (bandiera) | D     | Lauro Pomaro         |
|    | Italia (bandiera) | C     | Giovanni Sacchi      |
|    | Italia (bandiera) | D     | Aldo Sensibile       |
|    | Italia (bandiera) | C     | Giampiero Schiavo    |
|    | Italia (bandiera) | C     | Bruno Virga          |

## Risultati

### Serie B

#### Girone di andata
| Arbitro: | Moretto (San Donà di Piave) |

|                              |           |             |
| Canzi 22’, 70’ Innocenti 72’ | Marcatori | 42’ Braglia |

| Arbitro: | Panzino (Catanzaro) |

|               |           |                |
| Innocenti 30’ | Marcatori | 18’ Sciarretta |

| Arbitro: | Branzoni (Pavia) |

|                          |           |  |
| Nardoni 23’ Bosdaves 34’ | Marcatori |  |

| Arbitro: | Caligaris (Alessandria) |

|           |           |                  |
| Canzi 44’ | Marcatori | 78’, 83’ Rigotto |

| Arbitro: | Serafino (Roma) |

|                                |           |               |
| Morelli 6’ Angelillo 7’ (rig.) | Marcatori | 3’, 23’ Canzi |

| Arbitro: | Bianchi (Firenze) |

|              |           |              |
| Spagnolo 25’ | Marcatori | 56’ Bastiani |

| Arbitro: | Bernardis (Roma) |

|           |           |  |
| Canzi 15’ | Marcatori |  |

| Arbitro: | Lattanzi (Roma) |

|           |           |  |
| Canzi 62’ | Marcatori |  |

| Arbitro: | Picasso (Chiavari) |

|                 |           |  |
| Tonoli 37’, 80’ | Marcatori |  |

| Arbitro: | Panzino (Catanzaro) |

|              |           |                         |
| Saltutti 83’ | Marcatori | 38’ Canzi 78’ Gavinelli |

| Lecco 15 dicembre 1968 11ª giornata | Lecco           | 0 – 0 | Mantova | Stadio Mario Rigamonti\| Arbitro: \| Acernese (Roma) \| |
| Arbitro:                            | Acernese (Roma) |       |         |                                                         |

| Arbitro: | Di Tonno (Lecce) |

|                         |           |  |
| Comini 44’ Lambrugo 72’ | Marcatori |  |

| Lecco 29 dicembre 1968 13ª giornata | Lecco                | 0 – 0 | Padova | Stadio Mario Rigamonti\| Arbitro: \| Gialluisi (Barletta) \| |
| Arbitro:                            | Gialluisi (Barletta) |       |        |                                                              |

| Arbitro: | Gussoni (Tradate) |

|                     |           |               |
| Burlando 85’ (rig.) | Marcatori | 41’ Gavinelli |

| Arbitro: | Trono (Torino) |

|                              |           |               |
| Corradi 32’ Bravi 44’ (aut.) | Marcatori | 58’ Marchetti |

| Lecco 19 gennaio 1969 16ª giornata | Lecco                | 0 – 0 | Catanzaro | Stadio Comunale\| Arbitro: \| Barbaresco (Cormons) \| |
| Arbitro:                           | Barbaresco (Cormons) |       |           |                                                       |

| Arbitro: | Possagno (Treviso) |

|           |           |                        |
| Canzi 63’ | Marcatori | 20’ Ghio 33’ Fortunato |

| Ferrara 2 febbraio 1969 18ª giornata | SPAL            | 0 – 0 | Lecco | Stadio Comunale\| Arbitro: \| Acernese (Roma) \| |
| Arbitro:                             | Acernese (Roma) |       |       |                                                  |

| Lecco 9 febbraio 1969 19ª giornata | Lecco          | 0 – 0 | Perugia | Stadio Mario Rigamonti\| Arbitro: \| Pieroni (Roma) \| |
| Arbitro:                           | Pieroni (Roma) |       |         |                                                        |

#### Girone di ritorno
| Modena 16 febbraio 1969 20ª giornata | Modena                       | 0 – 0 | Lecco | Stadio Alberto Braglia\| Arbitro: \| De Robbio (Torre Annunziata) \| |
| Arbitro:                             | De Robbio (Torre Annunziata) |       |       |                                                                      |

| Arbitro: | Panzino (Catanzaro) |

|                          |           |               |
| Cardillo 55’ Rozzoni 66’ | Marcatori | 74’ Marchetti |

| Arbitro: | Vacchini (Milano) |

|  |           |                  |
|  | Marcatori | 82’ (aut.) Bravi |

| Arbitro: | Campanini (Finale Emilia) |

|  |           |           |
|  | Marcatori | 62’ Canzi |

| Lecco 16 marzo 1969 24ª giornata | Lecco                        | 0 – 0 | Genoa | Stadio Mario Rigamonti\| Arbitro: \| De Robbio (Torre Annunziata) \| |
| Arbitro:                         | De Robbio (Torre Annunziata) |       |       |                                                                      |

| Arbitro: | Caligaris (Alessandria) |

|  |           |             |
|  | Marcatori | 85’ Fanello |

| Arbitro: | Picasso (Chiavari) |

|            |           |  |
| Toschi 16’ | Marcatori |  |

| Arbitro: | Barbaresco (Cormons) |

|              |           |              |
| Trombini 67’ | Marcatori | 72 Gavinelli |

| Lecco 20 aprile 1969 28ª giornata | Lecco           | 0 – 0 | Bari | Stadio Comunale\| Arbitro: \| Lattanzi (Roma) \| |
| Arbitro:                          | Lattanzi (Roma) |       |      |                                                  |

| Arbitro: | Pieroni (Roma) |

|               |           |            |
| Azzimonti 52’ | Marcatori | 70’ Maioli |

| Arbitro: | Serafino (Roma) |

|            |           |  |
| Spelta 87’ | Marcatori |  |

| Arbitro: | Carminati (Milano) |

|                     |           |  |
| Canzi 46’ Virga 51’ | Marcatori |  |

| Arbitro: | Bernardis (Roma) |

|               |           |  |
| Fraschini 24’ | Marcatori |  |

| Arbitro: | De Marchi (Pordenone) |

|                              |           |             |
| Pantani 77’ (aut.) Bravi 82’ | Marcatori | 68’ Volpato |

| Arbitro: | Toselli (Cormons) |

|           |           |            |
| Virga 59’ | Marcatori | 27’ Scorsa |

| Arbitro: | Di Tonno (Lecce) |

|            |           |  |
| Zimolo 15’ | Marcatori |  |

| Arbitro: | Genel (Trieste) |

|                                     |           |  |
| F. Mazzola 5’, 67’ Bravi 23’ (aut.) | Marcatori |  |

| Lecco 15 giugno 1969 37ª giornata | Lecco          | 0 – 0 | SPAL | Stadio Mario Rigamonti\| Arbitro: \| Pieroni (Roma) \| |
| Arbitro:                          | Pieroni (Roma) |       |      |                                                        |

| Arbitro: | Cantelli (Firenze) |

|                                                |           |                             |
| Montenovo 17’ Fava 58’ Dugini 65’ Piccioni 78’ | Marcatori | 23’ Gavinelli 31’ Marchetti |

### Coppa Italia
| Arbitro: | Acernese (Roma) |

|                |           |             |
| V. Calloni 65’ | Marcatori | 64’ Vastola |

| Lecco 15 settembre 1968 2ª giornata - Girone 5° | Lecco                   | 0 – 0 | Atalanta | Stadio Mario Rigamonti\| Arbitro: \| Caligaris (Alessandria) \| |
| Arbitro:                                        | Caligaris (Alessandria) |       |          |                                                                 |

| Arbitro: | Bigi (Padova) |

|                             |           |  |
| Musiello 71’ Pittofrati 73’ | Marcatori |  |

## Statistiche

### Statistiche di squadra
| Competizione | Punti | In casa | In casa | In casa | In casa | In casa | In casa | In trasferta | In trasferta | In trasferta | In trasferta | In trasferta | In trasferta | Totale | Totale | Totale | Totale | Totale | Totale | DR  |
| Competizione | Punti | G       | V       | N       | P       | Gf      | Gs      | G            | V            | N            | P            | Gf           | Gs           | G      | V      | N      | P      | Gf     | Gs     | DR  |
| ------------ | ----- | ------- | ------- | ------- | ------- | ------- | ------- | ------------ | ------------ | ------------ | ------------ | ------------ | ------------ | ------ | ------ | ------ | ------ | ------ | ------ | --- |
| Serie B      | 30    | 19      | 5       | 10      | 4       | 14      | 11      | 19           | 2            | 6            | 11           | 12           | 27           | 38     | 7      | 16     | 15     | 26     | 38     | -12 |
| Coppa Italia | 2     | 2       | 0       | 2       | 0       | 1       | 1       | 1            | 0            | 0            | 1            | 0            | 2            | 3      | 0      | 2      | 1      | 1      | 3      | -2  |
| Totale       |       | 21      | 5       | 12      | 4       | 15      | 12      | 20           | 2            | 6            | 12           | 12           | 29           | 41     | 7      | 18     | 16     | 27     | 41     | -14 |

### Statistiche dei giocatori
| Giocatore     | Serie B  | Serie B | Coppa Italia | Coppa Italia | Totale   | Totale |
| Giocatore     | Presenze | Reti    | Presenze     | Reti         | Presenze | Reti   |
| ------------- | -------- | ------- | ------------ | ------------ | -------- | ------ |
| G. Azzimonti  | 35       | 1       | 1            | 0            | 36       | 1      |
| G. Bacher     | 32       | 0       | 3            | 0            | 35       | 0      |
| L. Balzarini  | 14       | -8      | -            | -            | 14       | -8     |
| A. Bravi      | 34       | 1       | 3            | 0            | 37       | 1      |
| V. Calloni    | 29       | 0       | 3            | 1            | 32       | 1      |
| V. Canzi      | 36       | 11      | 3            | 0            | 39       | 11     |
| Fascetti      | -        | -       | 2            | 0            | 2        | 0      |
| S. Fracassa   | 4        | 0       | 3            | 0            | 7        | 0      |
| A. Fruggeri   | 1        | 0       | -            | -            | 1        | 0      |
| R. Gavinelli  | 29       | 4       | -            | -            | 29       | 4      |
| R. Innocenti  | 29       | 2       | -            | -            | 29       | 2      |
| O. Jaconi     | 7        | 0       | -            | -            | 7        | 0      |
| A. Lombardi   | 1        | 0       | 1            | 0            | 2        | 0      |
| A. Marcelli   | 3        | 0       | 3            | 0            | 6        | 0      |
| G. Marchetti  | 38       | 4       | 3            | 0            | 41       | 4      |
| G. Meraviglia | 25       | -30     | 3            | -3           | 28       | -33    |
| G. Noletti    | 18       | 0       | -            | -            | 18       | 0      |
| Pedroni       | -        | -       | 3            | 0            | 3        | 0      |
| L. Pomaro     | 15       | 0       | -            | -            | 15       | 0      |
| G. Sacchi     | 36       | 0       | 3            | 0            | 39       | 0      |
| A. Sensibile  | 14       | 0       | -            | -            | 14       | 0      |
| G. Schiavo    | 16       | 0       | 1            | 0            | 17       | 0      |
| B. Virga      | 18       | 2       | -            | -            | 18       | 2      |